# Xiamen Lanshi Zuqiu Julebu
Lo Xiamen Lanshi Zuqiu Julebu (厦门蓝狮足球俱乐部S, Xiàmén Lánshī Zúqiú JùlèbùP), a volte tradotto come Xiamen Blue Lions Football Club, è stata una squadra di calcio cinese con sede a Xiamen. La squadra giocava le sue partite allo Xiamen Stadium. La società è stata fondata il 23 febbraio 1996, con il nome di Xiamen Yincheng Zuqiu Julebu.

## Denominazione
- Dal 1996 al 1997: Xiamen Yincheng Zuqiu Julebu (厦门银城足球俱乐部S; Xiamen Yincheng Football Club)
- Nel 1998: Xiamen Yuanhua Zuqiu Julebu (厦门远华足球俱乐部S; Xiamen Fairwiell Football Club)
- Nel 1999: Xiamen Zuqiu Julebu (厦门足球俱乐部S; Xiamen Football Club)
- Nel 2000: Xiamen Xiaxin Zuqiu Julebu (厦门厦新足球俱乐部S; Xiamen Xiaxin Football Club)
- Dal 2001 al 2003: Xiamen Hongshi Zuqiu Julebu (厦门红狮足球俱乐部S; Xiamen Hongshi Football Club)
- Dal 2003 al 2004: Xiamen Jixiangshishi Zuqiu Julebu (厦门吉祥石狮足球俱乐部S; Xiamen Jixiangshishi Football Club)
- Dal 2004 al 2008: Xiamen Lanshi Zuqiu Julebu (厦门蓝狮足球俱乐部S; Xiamen Blue Lions Football Club)

## Palmarès

### Competizioni nazionali
- China League One: 3

1999, 2002, 2005

### Altri piazzamenti
- Coppa della Cina:

Semifinalista: 2005
- China League One:

Terzo posto: 2004